# Jacob Reutz

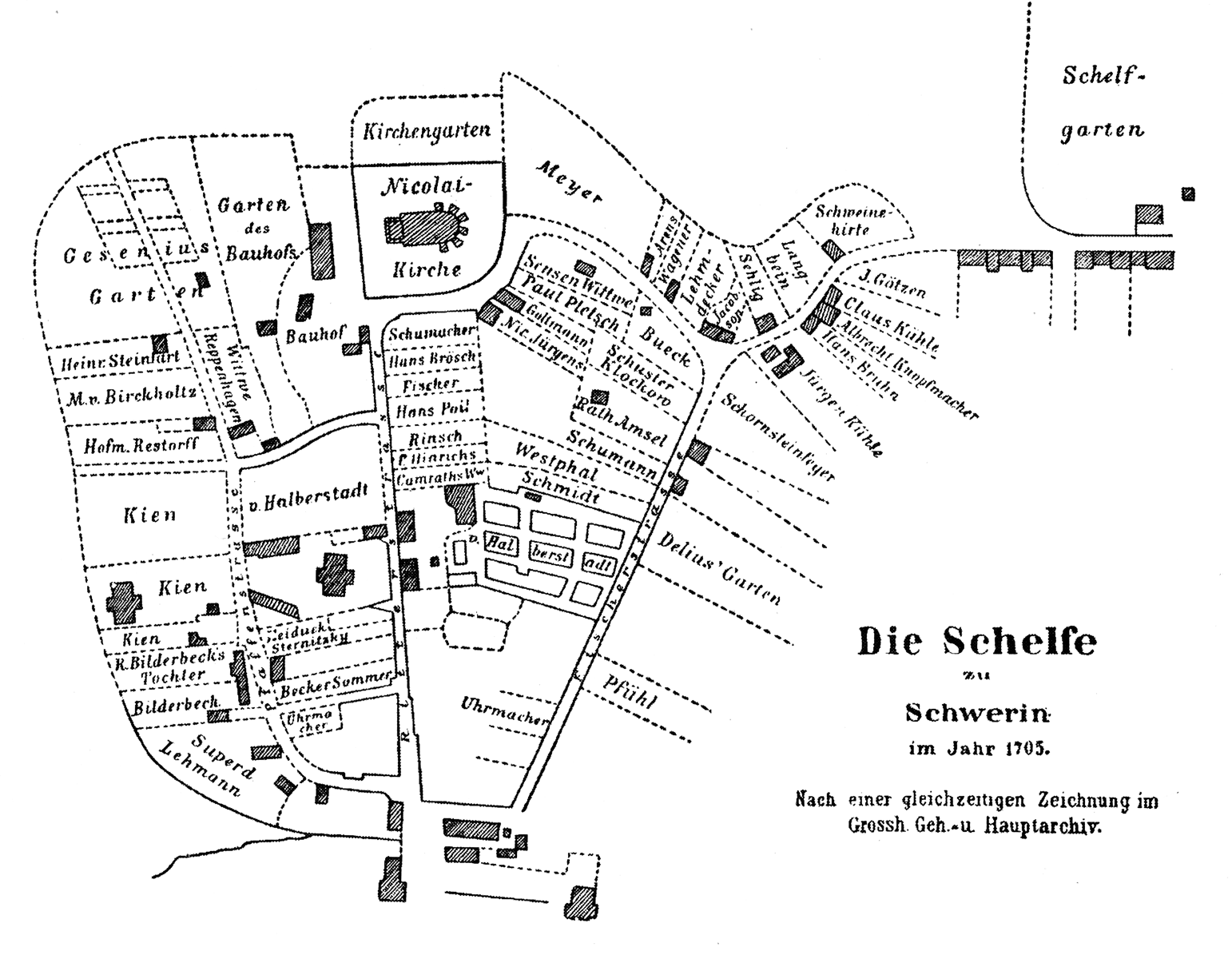
Schelfe Schwerin 1705

Jacob Reutz (* im 17. Jahrhundert; † 1710) war ein deutscher Baumeister. Über seine Herkunft und Vergangenheit ist wenig bekannt.

## Schweriner Schelfstadt

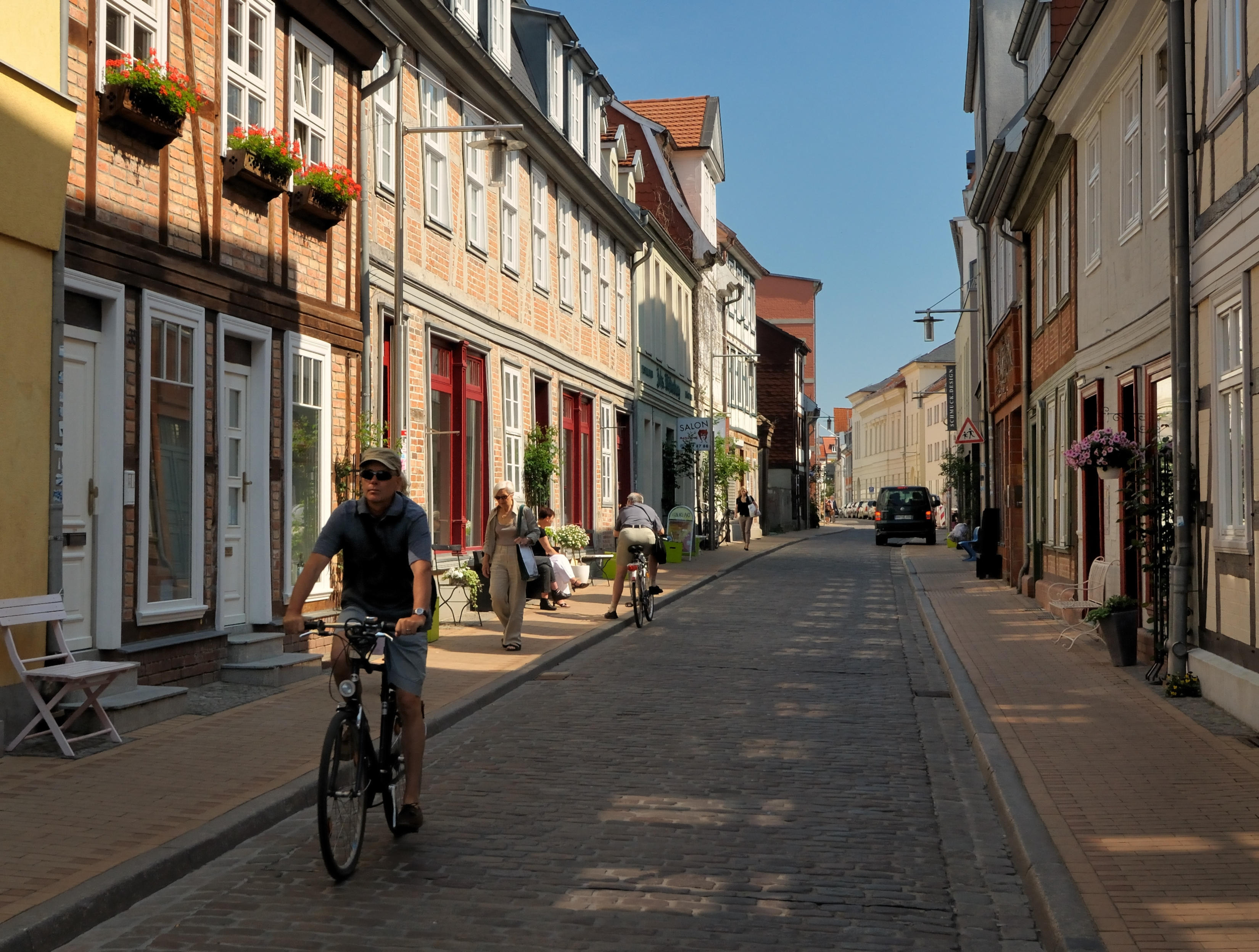
Münzstraße in der heutigen Schelfstadt

Jacob Reutz gilt als Baumeister der Schweriner Schelfstadt. Sie entstand aus der alten Schelfe. Die alte Schelfe war eine dorfartige Siedlung  von Kaufleuten, die schon im 11. Jahrhundert existierte.  Nach der Stadtgründung Schwerins im Jahre 1160 zog ein Teil der Bewohner der Schelfe in die neue Stadt. In den damaligen unsicheren Zeiten bot die Stadt mit ihren Befestigungsanlagen den besseren Schutz.

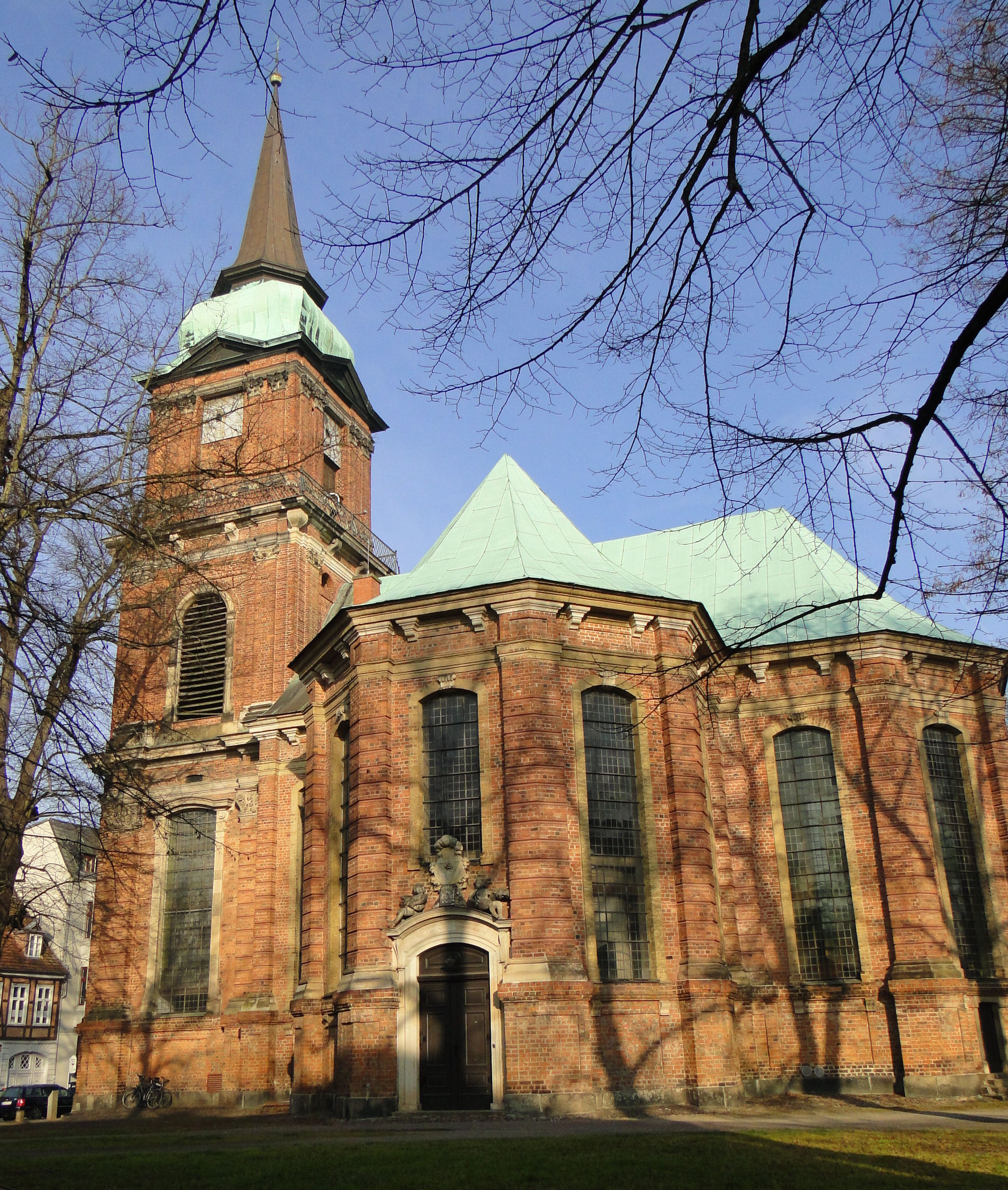
Schelfkirche Schwerin

Am 26. Juni 1705 wurde durch Herzog Friedrich Wilhelm I. die Schelfstadt als eigenständige Stadt gegründet. Die Ideen und Pläne hierfür  lieferte Jakob Reutz. Er war Baumeister in herzoglichen Diensten. Jacob Reutz erstellte einen Plan, der den Bestand an baulichen Eigenheiten der alten Schelfe, aufnahm. Den ersten Entwurf von Jacob Reutz lehnte der Herzog Friedrich Wilhelm wegen seiner ausladenden Marktplatzgestaltung und wegen ihrer Größe ab. Reutz bekam einen weiteren Versuch. Darin begradigte er die drei Hauptstraßen und verlängerte sie. Er gliederte die Flächen jenseits der damaligen St. Nikolai-Kirche in regelmäßige Bauviertel und griff radialförmige alte Straßenverläufe auf, um ungleiche Quartiere und dreieckige Plätze entstehen zu lassen. Der neue Entwurf des Marktplatzes verwarf die erste Idee einer großen Rechteckfläche und sah nun zwei Platzteile vor: ein Quadrat, das dem Kirchenbau einen städtebaulichen Rahmen geben sollte, und ein Rechteck, welches das Rathaus an der Westseite platzierte. Die beiden Flächen sind um 15 Meter gegeneinander versetzt. Damit intendierte Reutz ein ausgewogenes Raumbild des Ensembles. Jacob Reutz war nicht nur für den zweigeteilten Marktplatz verantwortlich, sondern entwarf auch die ein- und zweigeschossigen Typenhäuser.  Als Typenhaus bezeichnet man standardisierte Häuser, die einmalig von einem Architekten entworfen und dann mit gleichem Grundriss beliebig häufig gebaut werden können. Die Grundfläche beider Haustypen betragen etwa 80 m². Das zweigeschossige Typenhaus betrat man durch eine zweiflügliger Tür mit rundbogigem Oberlicht, die in einen Mittelflur führte. Dieser wiederum mündete in eine "Kirche" zur Hofseite. Diese war mit einer großen Herdglocke, einer Vorratskammer und einer Treppe ins Obergeschoss ausgestattet. Reutz entwarf die Häuser als Empfehlung für die freistehenden Grundstücke, da die Baukosten so leicht kalkuliert werden konnten. Die Typenhäuser prägten das damalige Stadtbild, da der ziegelrote Backstein und das Holz des Fachwerkstils die Häuser äußerlich bestimmten. Von diesen Häusern sind einige bis heute erhalten und stehen unter Denkmalschutz.

## Schelfkirche Schwerin
Im Dezember 1703 riss ein Orkan den Turmhelm der baufälligen St. Nikolai-Kirche in der alten Schelfe ab. Herzog Friedrich Wilhelm I. verfügte den Abbruch von St. Nikolai und einen Neubau an der gleichen Stelle. Die neue St. Nikolai Kirche wurde von Jacob Reutz als  barocke Backsteinkirche entworfen. Sie wird heute auch Schelfkirche genannt. Reutz hatte bis zu seinem Tode im Jahre 1710 die der Kirche Bauleitung inne.

## Der Wiederaufbau Boizenburgs

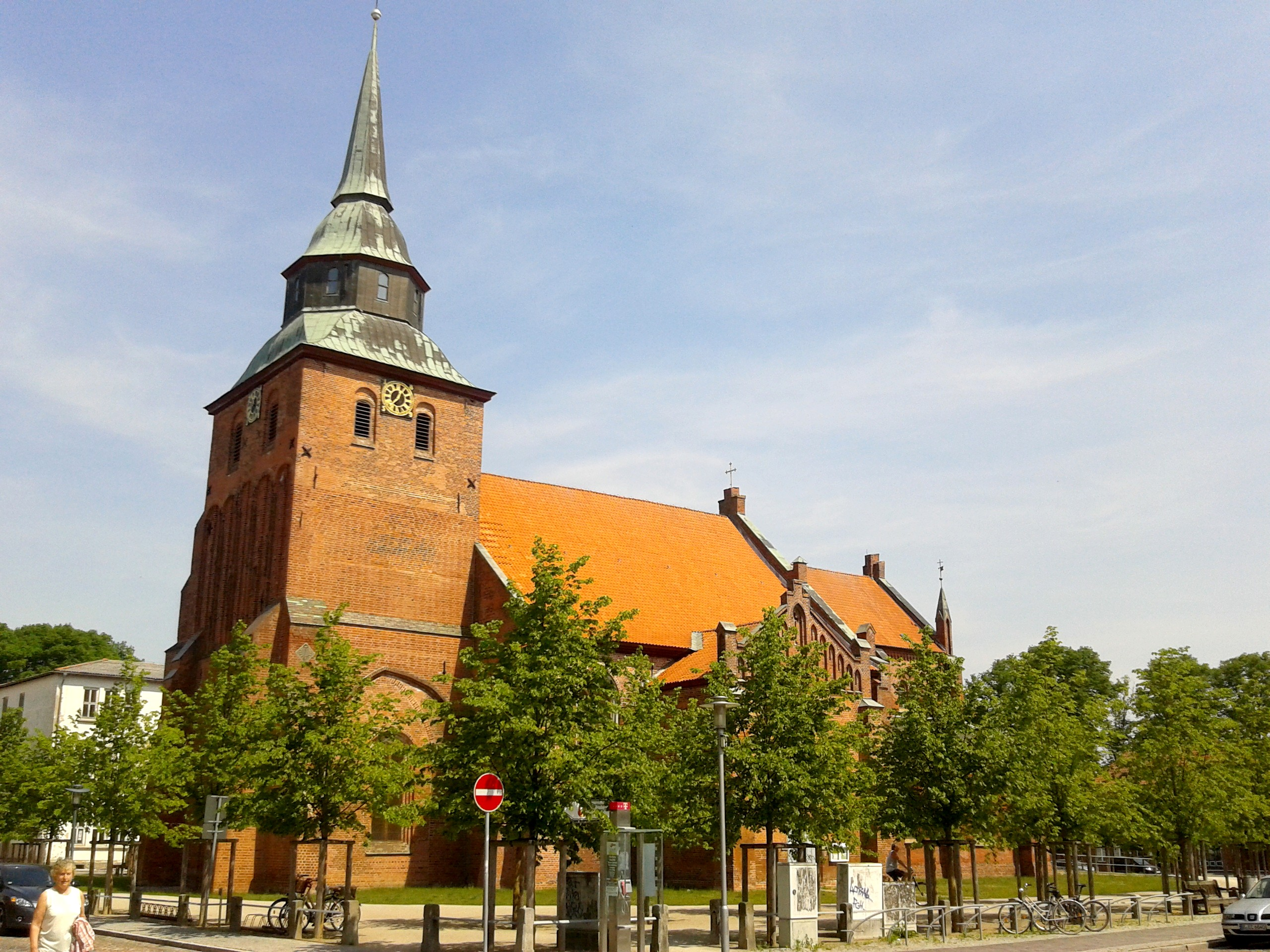
Boizenburg, Kirchplatz

In der Nacht vom 15. zum 16. Oktober 1709 wurde Boizenburg von einer verheerenden Brandkatastrophe heimgesucht. Der damalige Chronist Jugler berichtet, dass etwa 150 Häuser, dabei auch das Rathaus, die Kirche und  das Amtshaus abgebrannt seien.  Die Stadt nahm den Wiederaufbau zügig in Angriff. Er sollte sich jedoch viele Jahre hinziehen. Beauftragt wurde hiermit Jacob Reutz, der seinerzeit Ingenieurkapitän in Schwerin war.  Reutz übernahm im Wesentlichen den regelmäßigen Grundriss aus der Gründungszeit der Stadt mit den typisch geraden Straßenverläufen und den rechtwinkligen Kreuzungen. Jacob Reutz gestaltete die Plätze der Stadt, wie den Kirchplatz und den Marktplatz nach seinen Vorstellungen. Den Letzteren befreite er von dem zuvor vorhandenen Häuserblock. So entstand mit dem größeren Kirchplatz und dem kleineren Marktplatz ein neues interessantes Ensemble.

## Tod und Nachfolge
Jacob Reutz starb 1710 vor der Fertigstellung der Schelfkirche. Auf Jacob Reutz folgte Leonhard Christoph Sturm als Hofbaumeister am Hof Mecklenburg Schwerin. Am 27. März 1711 stellte ihn Herzog Friedrich Wilhelm I. als Baudirektor ein. Sturm führte den Bau der Schelfkirche zu Ende. Jacob Reutz wurde in der Kirche beerdigt.  Leonhard Christoph Sturm war als Hofbaumeister unter anderem mit dem Umbau des Schlosses Neustadt an der Elde (unvollendet) und dem Bau des Palais am Universitätsplatz in Rostock (1714) befasst.